# 파라곤 프로레슬링 태그팀 챔피언십
PPW 태그팀 챔피언십(PPW Tag Team Championship)은 PPW의 챔피언십 중 하나이며 태그팀 챔피언십이다.

## 역사
2015년 휠윈드 젠틀맨닉(잭 맨리 & 레미 마셀)이 초대 챔피언에 등극하였다.